# Rajauri
Rajauri est une ville indienne située dans le district de Rajauri dans le territoire du Jammu-et-Cachemire. En 2011, sa population était de 41 552 habitants.

## Géographie
Rajauri est situé à environ 155 km de Srinagar et à 150 km de la ville de Jammu.

## Histoire
Le premier souverain de ce royaume fut le Raja Prithvi Pal, issu du clan Jaral Rajput. Il régna sur Rajouri de 1033 à 1192. Prithvi Pal défendit le col de Pir Panchal lors de l'incursion de Mahmud de Ghazni en 1021 . L'ancien nom de Rajouri était « Rajapuri », comme le mentionne le Rajtarangni de Kalhana Pandita, écrit en 1148.
Sous la domination moghole, les souverains Jarral Rajput, ou Raja, signèrent un traité avec l'Empire moghol et reçurent ainsi le titre de « Mirza ». En 1810 et 1812, le Maharaja Ranjit Singh tenta de conquérir Bhimber, Kotli et Rajouri. Cependant, Rajouri résista avec succès à ces invasions. En 1813, Gulab Singh de Jammu s'empara de Rajouri pour l'empire sikh du maharaja Ranjit Singh, en battant Raja Aghar Khan. Après cela, Rajouri devint une partie de l'empire sikh. Cependant, certaines parties furent données comme jagirs au Raja Rahimullah Khan, frère de Raja Agarullah Khan et d'autres à Gulab Singh.
Après la première guerre anglo-sikhe et le traité d'Amritsar (1846), tous les territoires compris entre le fleuve Ravi et l'Indus furent transférés à Gulab Singh, reconnu comme maharaja indépendant du Jammu-et-Cachemire. Rajouri fut ainsi rattaché à l'État princier du Jammu-et-Cachemire. Gulab Singh changea le nom de « Rajouri » en « Rampur ». Il nomma Mian Hathu gouverneur de Rajouri, qui resta à Rajouri jusqu'en 1856.
Après Mian Hathu, Rajouri fut transformé en tehsil et rattaché au district de Bhimber. En 1904, ce tehsil fut séparé de Bhimber et rattaché au district de Reasi.

## Climat
Le climat de Rajouri est légèrement plus frais que celui des autres plaines environnantes. Les étés sont courts et agréables. La température estivale ne dépasse généralement pas 30 degrés. Les hivers sont frais, marqués par des précipitations dues aux perturbations occidentales. Les chutes de neige sont rares, mais peuvent survenir pendant les mois les plus frais, comme en décembre 2012. Les précipitations moyennes sont de 769 millimètres pendant les mois les plus humides. La température moyenne est de 23 °C en été et de 8 °C en hiver.

## Démographie
Lors du recensement de 2011, Rajouri comptait 37 552 habitants, tandis que la population à l'intérieur des limites municipales était de 41 552. Les hommes constituaient 57 % de la population et les femmes 43 %. Le taux d'alphabétisation moyen de Rajouri était de 77 %, supérieur à la moyenne nationale de 75,5 % : le taux d'alphabétisation des hommes était de 83 % et celui des femmes de 68 %. 12 % de la population avait moins de 6 ans. La population est principalement composée de Paharis et de Gujjars. 

## Religion
L'hindouisme est la religion la plus répandue à Rajouri, suivie par plus de 57 % de la population. L'islam est la deuxième religion avec 37,08 % de fidèles. Le christianisme et le sikhisme représentent respectivement 0,51 % et 5,09 % de la population.
| Religion à Rajouri (2011) | Religion à Rajouri (2011) | Religion à Rajouri (2011) | Religion à Rajouri (2011) | Religion à Rajouri (2011) |
| ------------------------- | ------------------------- | ------------------------- | ------------------------- | ------------------------- |
| Religion                  |                           |                           | %                         |                           |
| Hindouisme                | Hindouisme                |                           | 57.06%                    | 57.06%                    |
| Islam                     | Islam                     |                           | 37.08%                    | 37.08%                    |
| Sikhisme                  | Sikhisme                  |                           | 5.09%                     | 5.09%                     |
| Christianisme             | Christianisme             |                           | 0.51%                     | 0.51%                     |
| Autres                    | Autres                    |                           | 0.17%                     | 0.17%                     |

## Transports
Aérien
L'aéroport le plus proche est celui de Jammu, situé à 154 km de Rajouri et à 4 heures de route. Un service d'hélicoptère reliant le district de Rajouri à Jammu a débuté le 13 septembre 2017, mais a été interrompu.
Train
Rajouri ne possède pas de gare ferroviaire. La gare la plus proche est celle de Jammu Tawi, située à 151 km de la ville et à 4 heures de route. Il est prévu de relier Rajouri par voie ferrée via la ligne ferroviaire Jammu-Poonch.
Route
Rajouri est bien desservie par la route vers les autres villes et villages du Jammu-et-Cachemire. La NH 144A traverse Rajouri.